# Bamenyam
Pour les articles homonymes, voir Bamenyam (homonymie).
Bamenyam est un groupement et chefferie de 2e degré, collectivité traditionnelle Bamiléké située dans l'Arrondissement de Galim, Département des Bamboutos, Région de l'Ouest du Cameroun.

## Géographie
La localité est située sur la route départementale D72 à 10 km au nord du chef-lieu communal Galim.

## Histoire
Le 21 novembre 2023, lors de la crise anglophone au Cameroun, neuf personnes y sont tuées et une dizaine d'autres enlevées par des séparatistes présumés.

## Enseignement
La localité dispose d'un établissement d'enseignement secondaire, le CES de Bamenyam (125 élèves).

## Cultes
La paroisse protestante de Bamenyam relève de la région synodale des Bamboutos et Nord-Ouest de l'Église évangélique du Cameroun.

## Tourisme
La localité dispose de deux atouts touristiques :
- Chefferie de Bamenyam
- Le Mont Kossap et ses élevages de chevaux de la communauté Bororo.